# Nagroda im. prof. Janusza Bogdanowskiego
Nagroda im. prof. Janusza Bogdanowskiego – nagroda architektoniczna przyznawana co roku dla najlepszego obiektu architektonicznego (nowej realizacji lub adaptacji starego obiektu) w Krakowie. Nagrodę przyznaje od 2003 Stowarzyszenie Archi-Szopa, które dwa lata wcześniej zaczęło wręczać "nagrody" dla najgorszych realizacji architektonicznych w mieście Archi-Szopa. 
Konkurs organizowany jest przy wsparciu krakowskiego wydania "Gazety Wyborczej". Celem konkursu jest wskazywanie, obok negatywnych przykładów architektury, również tych godnych naśladowania, (...) dających świadectwo nadzwyczajnej dbałości o przestrzeń publiczną Krakowa. Nagroda została nazwana na cześć prof. Janusza Bogdanowskiego, jednego z inicjatorów konkursu Archi-Szopa.

## Zwycięzcy konkursu
- 2003: Park Dębnicki przy ul. Praskiej[2].
- 2004: rekonstrukcja ogrodu przy Domu Mehoffera[3].
- 2005: budynek Krakowskiej Szkoły Wyższej[4].
- 2006: adaptacja fortu nr 47a Węgrzce[5].
- 2007: rewitalizacja budynku zabytkowej zajezdni tramwaju konnego przy ul. św. Wawrzyńca (Muzeum Inżynierii Miejskiej)[6].
- 2008: Centrum Sportu i Edukacji w Nowej Hucie (Com-Com Zone)[7].
- 2009: b.d.
- 2010: Stadion Cracovii oraz nowy gmach Muzeum Lotnictwa Polskiego (ex aequo).
- 2012: Małopolski Ogród Sztuki w Krakowie[8]